# Perimisio
Se llama perimisio a la capa de tejido conjuntivo que rodea un conjunto de fibras musculares para formar un haz o fascículo muscular. A través del perimisio transcurren vasos sanguíneos y nervios que proporcionan sangre e inervación al músculo esquelético.
El perimisio junto con el endomisio y el epimisio forma el tejido conjuntivo del músculo, el cual da forma y agrupa a las fibras musculares. Las tres capas se unen en el extremo del músculo para formar un tendón que se une al hueso y sirve como sujeción y punto de apoyo de toda la estructura.